# Жінки, яким пощастило
«Жінки, яким пощастило» (рос. «Женщины, которым повезло») — радянський п'ятисерійний художній фільм 1989 року, знятий творчим об'єднанням «Екран».

## Сюжет
Дія фільму розгортається в післявоєнні десятиліття і розповідає про долі колишніх учасниць Німецько-радянської війни — Віри Боглюк, Ніни Верховської, Дусі Корольової, Зіни Скворцової та Наталії Дружиніної. Їх п'ятеро — молодих, красивих жінок, які вижили в пеклі війни і дійшли до Берліна. На фронті вони були снайперами, а в мирному житті їм потрібно просто знайти своє місце, любов і щастя. І головне — не розгубити цю справжню, загартовану в боях дружбу… Кожна з п'яти серій присвячена розповіді про долю жінок: «Віра», «Ніна», «Дуся», «Зіна», «Наташа».

## У ролях
- Віра Глаголєва — Віра Боглюк
- Яніна Лісовська — Ніна Верховська
- Євгенія Глушенко — Дуся Корольова
- Олена Проклова — Зіна Скворцова
- Ольга Остроумова — Наташа Дружиніна
- Олексій Жарков — Микола Ромашов, чоловік Віри
- Андрій Толубєєв — Олександр Юрійович Понедєльник, хірург
- Михайло Філіппов — Марк Григорович, чоловік Наташі
- Анатолій Грачов — Ігор Валер'янович Колобков, фотограф
- Олександр Фатюшин — Іван Шевардін
- Людмила Соловйова — Клавдія, сусідка Ромашова
- Антоніна Дмитрієва — мати Наташі
- Майя Булгакова — Анастасія
- Наталія Величко — керівниця райвно
- Олександр Граве — Петро Петрович, батько Зіни Скворцової
- Валентина Малявіна — Ольга Гнатівна, мати Люсі Сизової
- Валентина Владимирова — тітка Груня Нікітіна
- Микола Засухин — Василь Трохимович, прокурор, начальник Ніни
- Олександр Мохов — Гліб, однокурсник Ніни
- Любов Соколова — мати Дусі Корольової
- Віктор Шульгін — батько Дусі Корольової
- Євген Лазарев — Павло Федорович
- Юрій Кочнєв — Олексій Ромашов
- Ірина Гордіна — Таня Шапошникова, касирка в гастрономі
- Олександр Голобородько — Сергій Гаврилович, чоловік Зіни
- Михайло Панюков — Миколка, син Зіни
- Віктор Сергачов — Павло Едуардович, режисер
- Валентина Титова — Вероніка Сергіївна Данилевська, провідна акторка театру
- Олександр Вокач — Лев Ісидорович, директор театру
- Тетяна Кур'янова — Ірина Агішева, акторка
- Олена Гашева — Олена Дружиніна
- Авангард Леонтьєв — Іван Миколайович Омельченко, вчитель історії
- Люсьєна Овчинникова — Антоніна Михайлівна, вчителька словесності
- Майя Полянська — Марія Гаврилівна
- Євген Миронов — інвалід з акордеоном на базарі
- Юрій Волков — Борис Васильович, сусід
- Дорин Молодожан — Альоша
- Герман Ентін — Олександр Сергійович Птушко
- Михайло Сімаконь — циган
- Руслан Ахметов — Абдуллаєв
- Катерина Прижбиляк — Ірочка, сестра Люсі Сизової
- Володимир Суворов — начальник відділу кадрів
- Гелена Кирик — Люся Сизова
- Станіслав Житарєв — Сергій Сергійович, директор дитбудинку
- Володимир Землянікін — брат Понедєльника
- Йола Санько — Ксенія Василівна
- Анатолій Скорякин — Іванюк, підсудний
- Анна Обручева — дружина Павла Федоровича
- Валентина Устимович — Аліна Матвіївна, дружина письменника
- Володимир Анисько — Лев Сергійович Трофімов, письменник
- Геннадій Фролов — Михайло Григорович, директор гастроному
- Олексій Золотницький — окуліст
- Валентина Березуцька — няня
- Михайло Лобанов — Юрій Гнатович Леонідов, драматург
- Єлизавета Нікіщихіна — Валя, акторка, знайома Зіни
- Григорій Острін — Геннадій Миколайович, режисер з Калуги
- Віталій Варганов — Жуков
- Наталія Григор'єва — Елеонора Данилівна, вчителька фізики
- Павло Морозенко — Едуард Матвійович Кутєпов, учитель
- Олена Романова — Світа Бубенцова-Кутєпова

## Знімальна група
- Режисери-постановники — Володимир Храмов, Марк Орлов
- Сценаристи — Віктор Ольшанський, Йосип Ольшанський
- Оператор-постановник — Лев Бунін
- Композитор — Ігор Єфремов
- Художники-постановники — Іван Тартинський, Олександр Черемних